# TG Rosa
TG Rosa è stato un programma televisivo italiano trasmesso dal circuito nazionale Odeon TV dal 2 luglio 1994 al 2001. Inizialmente in onda alle 12.25, in seguito è stato collocato in palinsesto alle 20.

## Il programma
Realizzata dalla casa di produzione televisiva Barter, la trasmissione era una parodia del più celebre Striscia la notizia, proponendo inoltre diversi elementi (come lo studio, i jingle e la grafica) simili a quelli del TG5, una testata giornalistica di Canale 5.
Impostato come un telegiornale, il programma era però di fatto un varietà presentato a rotazione da diversi conduttori nelle edizioni realizzate nel corso dei sette anni di messa in onda. Durante i mesi estivi andava in onda da diverse località balneari.
Veniva registrato negli studi CTC di Viale Legioni Romane, 43  a Milano e successivamente negli studi Alboran di Viale Spagna 74 a Cologno Monzese (edizione del 2000 condotta da Selen).

### I conduttori
I conduttori che si sono alternati alla conduzioni sono stati numerosi ed erano sia conduttori provenienti dalle emittenti televisive principali (Franco Oppini, Giorgio Mastrota, Natalia Estrada) che personaggi di spicco delle emittenti locali, come Roberto Da Crema e il Mago Gabriel. Altri conduttori sono stati Ana Laura Ribas, Paola Rota, Caterina Poiani, Biancamaria Berardi, Stefania Orlando, Laura Fontana, Wilma Oliviero, Elisa Lepore, Federica Torti, Veronique Zunarelli, Elisabetta Pellini, Barbara Chiappini, Caterina Giannelli, Clelia Patella e Selen. Hanno fatto parte del cast anche Casti, il "critico musicale" Andrea Ferrario, Rossella Bresciani, Maurizia Paradiso, Leone Di Lernia e Sandra Milo.